# Jakub Virgil Holfeld
Jakub Virgil Holfeld (27. listopadu 1835, Vídeň – 26. prosince 1920, Praha) byl klavírní pedagog.
Byl žákem Josefa Proksche a v letech 1855–1876 učil na jeho ústavu. Poté se stal majitelem vlastní klavírní školy, která byla své doby v Praze proslulá. Jeho nejznámějším žákem byl prof. Vilém Kurz. Napsal též několik drobných skladeb.

## Životopis
Narodil se ve Vídni, ale od roku 1847 žil v Praze. Jeho otec Jindřich pocházel z Jiříkova, průmyslového městečka v severních Čechách. Jakub Holfeld se měl podle přání rodičů stát kupcem, ale poněvadž jevil velké hudební nadání, umožnili mu studovat hudbu v Prokschhově ústavu (založeném roku 1831), který byl po škole Tomáškově nejvýznamnějším pražským hudebním a klavírním učilištěm v polovině 19. století.
Holfeld studoval na Prokschově škole od svých třinácti let, tj. od roku 1847 do roku 1853. Po dokončení studií měl prý nabídku stát se domácím učitelem ve šlechtické rodině, Proksch mu to však rozmluvil s poukazem na to, že tam by jeho učitelské schopnosti zakrněly. Holfeld poslechl a vděčně prý vždy vzpomínal na tuto dobrou radu svého učitele. Po dvouleté praxi učitelského kandidáta u Proksche stal se sám učitelem na Prokschově ústavu. Dvacetiletá rozsáhlá pedagogická činnost na tomto pokrokovém a velkém učilišti, kde se učily děti nejrůznějších stavů, mu přinesla velké množství zkušeností. Roku 1876 opustil školu, vedenou po Prokschově smrti jeho synem Theodorem a dcerou Marií, a věnoval se až do své smrti soukromému vyučování. Prokschova škola ztrácela v posledních desetiletích 19. stolletí pozvolna na významu a na její místo nastoupila škola Holfeldova.

## Pedagog
Jako pianista se Holfeld neuplatňoval. Byl prý zjev průměrný a jeho přednes prý byl dosti suchý. Avšak učitelem byl - podle svědectví Kurze i jiných žáků - velmi dobrým, a to na stupni elementárním i vyšším. Dával žákům pevné, důkladné základy klavírní i teoretické, učil je poctivé, svědomité práci a vedl je k přesnosti a bezvadnosti reprodukce po všech stránkách.
Po přednesové stránce vycházel z Bacha a Beethovena. Jejich pečlivým, do detailů propracovaným studiem dal žákům nejvíce. Avšak jako Josef Proksch i on dbal, aby jeho žáci se seznámili se všemi velkými zjevy klavírní literatury i se skladateli tehdy novými. Tak např. v pozdější době studoval se svými žáky i tenkráte zcela nová díla Straussova a Regerova.
Velký důraz kladl na vypěstování co největší techniky svých žáků. Především však drobné techniky prstové a zápěstní, jak tomu bylo u všech starších klavírních škol, k nimž patřil jak Proksch, tak ještě i Holfeld. Oba sdíleli i stinné stránky těchto škol: přehánění zdvihu prstů, které při tehdejším nepřirozeném držení ruky (s vtlačenými dlaňovými klouby), při malém zřeteli na pružnost paže a při tehdy obvyklém přílišném potlačování přirozené a nutné součinnosti paže, vedlo snadno ke ztrnulosti a někdy i k tak zvanému přehrání ruky. Na rozdíl od Proksche,jehož škola prý ve svém širokém průměru po úhozové stránce byla dosti tuhá a suchá, přinesl Holfeld nejen další vystupňování techniky, nýbrž i určité zjemnění úhozové stránky hry. Ve svém pozdějším vývoji obracel stále větší zřetel na pružnost ruky. Avšak vyšší úhozovou jemnost ani on záměrně nepěstoval a daleko nedošel ani v pružnosti techniky a jemnému odstiňování úhozu, které bylo charakteristické pro některé tehdejší světové školy, např. Leschetizkého.
Vilém Kurz soudil, že pedagogickou praxi Holfeldovu do určité míry, ovšem jen velmi nepřímo, ovlivnil i oslňující pianistický zjev Lisztův. Holfeld měl totiž informace o Lisztově způsobu vyučování od svého důvěrného přítele a spolužáka Františka Bendla , jenž se po studiu u Proksche stal Lisztovým žákem.
Holfeld byl činný i jako skladatel, avšak většina jeho skladeb zůstala v rukopise. Napsal několik mužských a smíšených sborů a klavírních skladeb (Baladu, Intermezzo, Romanci aj.). V široce založené klavírní škole, kterou nedokončil, se snažil upravit některé vady Prokschovy školy na elementárním stupni. Škola sice nevyšla tiskem, avšak přesto splnila své poslání. Její dokončená elementární část byla v opisech rozšířena mezi četnými Holfeldovými žáky, které pečlivě připravoval i na pedagogickou dráhu a kteří pak ve vlastní učitelské praxi mnohé z jeho zkušeností využívali a tradovali dále.
Holfeld se dožil neobyčejně vysokého věku v naprosté svěžesti tělesné a duševní. To, že byl pamětníkem našich nejpřednějších mistrů - Smetany, Dvořáka, Fibicha -, obklopovalo postavu starého, vlídného pána téměř jakousi gloriolou.

## Žáci
Řady Holfeldových žáků byly nepřehledné. Vedle Viléma Kurze a Růženy Kurzové jmenujeme z nich Josefa Růžičku (profesora ve Frankfurtu nad Mohanem, který si roku 1868 založil klavírní školu v Praze), dále Erwina Schulhoffa, Ludmilu Řežábkovou-Dombrovskou (profesorku na konzervatoři v Rize a později na hudební škole v Písku), Emu Marešovou (která po mnoho let působila v Hradci Králové), Kamilu Brandejsovou, Emu Saxlovou, Marii Prokschovou, Artura Chitze (kapelníka v Drážďanech), Karolinu a Růženu Zátkovy, Marii Wachsmannovou, Konráda Wallersteina, Richarda Veselého atd. Po dobu svých studií u Vítězslava Nováka učil se u Holfelda později i Kurzův žák V. Barwitiski, po letech profesor a ředitel konzervatoře ve Lvově.
Není divu, že Holfeldova životní jubilea, hlavně jeho 80. narozeniny, kdy zároveň dovršoval 60 let své pedagogické činnosti, vzbudila pozornost širší veřejnosti a tisku. Na blahopřejných dopisech, které mu byly odevzdány, bylo podepsáno více než dvě stě žáků.